# Бонино да Кампионе
Бонино да Кампионе (итал. Bonino da Campione; 1325, Кампионе-д’Италия, Комо — 1397, Милан) — итальянский архитектор и скульптор, выдающийся мастер готического стиля в архитектуре Италии.

## Биография
Имя да Кампионе указывает, на то, что он родился или его семья, выходцы из Кампионе, города в Ломбардии, анклава на территории Швейцарии.
Расцвет творчества представителя ломбардской школы Бонино приходится на период между 1350 и 1390 годом.
Мастером Бонино да Кампионе построена церковь San Giovanni e Paolо в Венеции, надгробный памятник дожам Морозини и Корнаро.
В 1388 — 1393 годах он принимал участие в постройке Миланского собора.
Кроме того, Бонино да Кампионе — автор:
- Арки Кансиньорио — одного из надгробий трёх представителей рода Скалигеров, управлявшего Вероной в XIII—XIV веках, рядом с церковью Санта Мария Антика, Верона
- Гробницы епископа Балдуино Ламбертини в Старом кафедральном соборе в Брешиа (1349).
- Памятника Фольчино де’Щизи в кафедральном соборе Кремоны
- Гробницы святого Гомобона (Homobonus) (не сохранилась)
- Одной из гробниц для семьи Висконти в базилике Sant’Eustorgio (Basilica di Sant’Eustorgio) в Милане
- Конная статуя на усыпальнице Бернабо Висконти (1363), теперь в музее античного искусства в Кастелло Сфорцеско, Милан

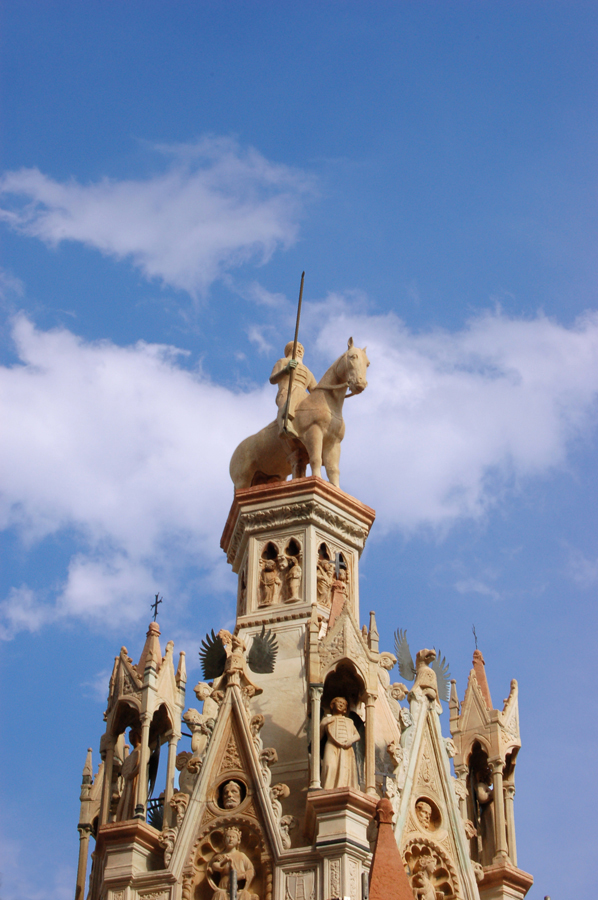
Арка Кансиньорио
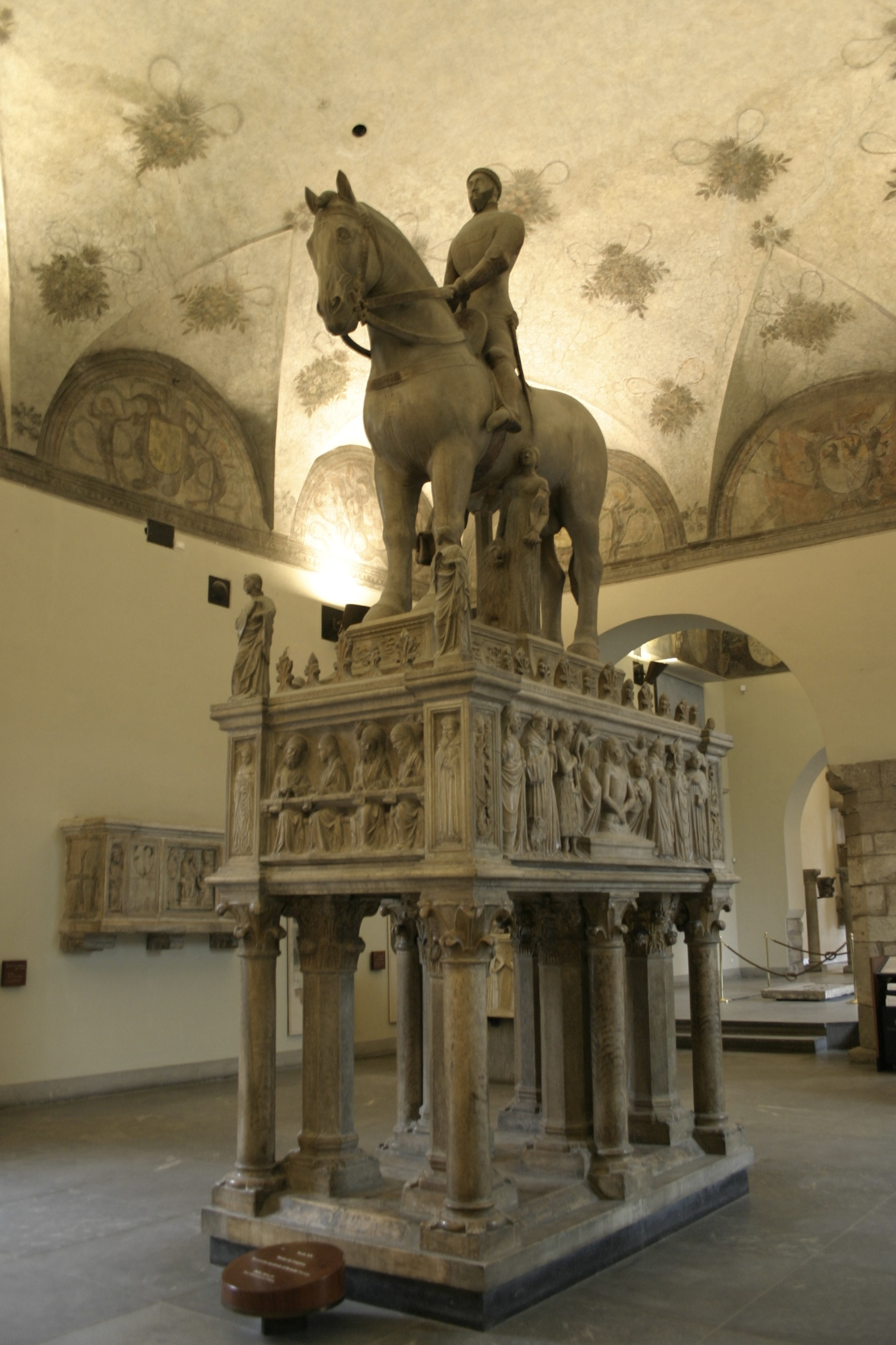
Конная статуя Бернабо Висконти
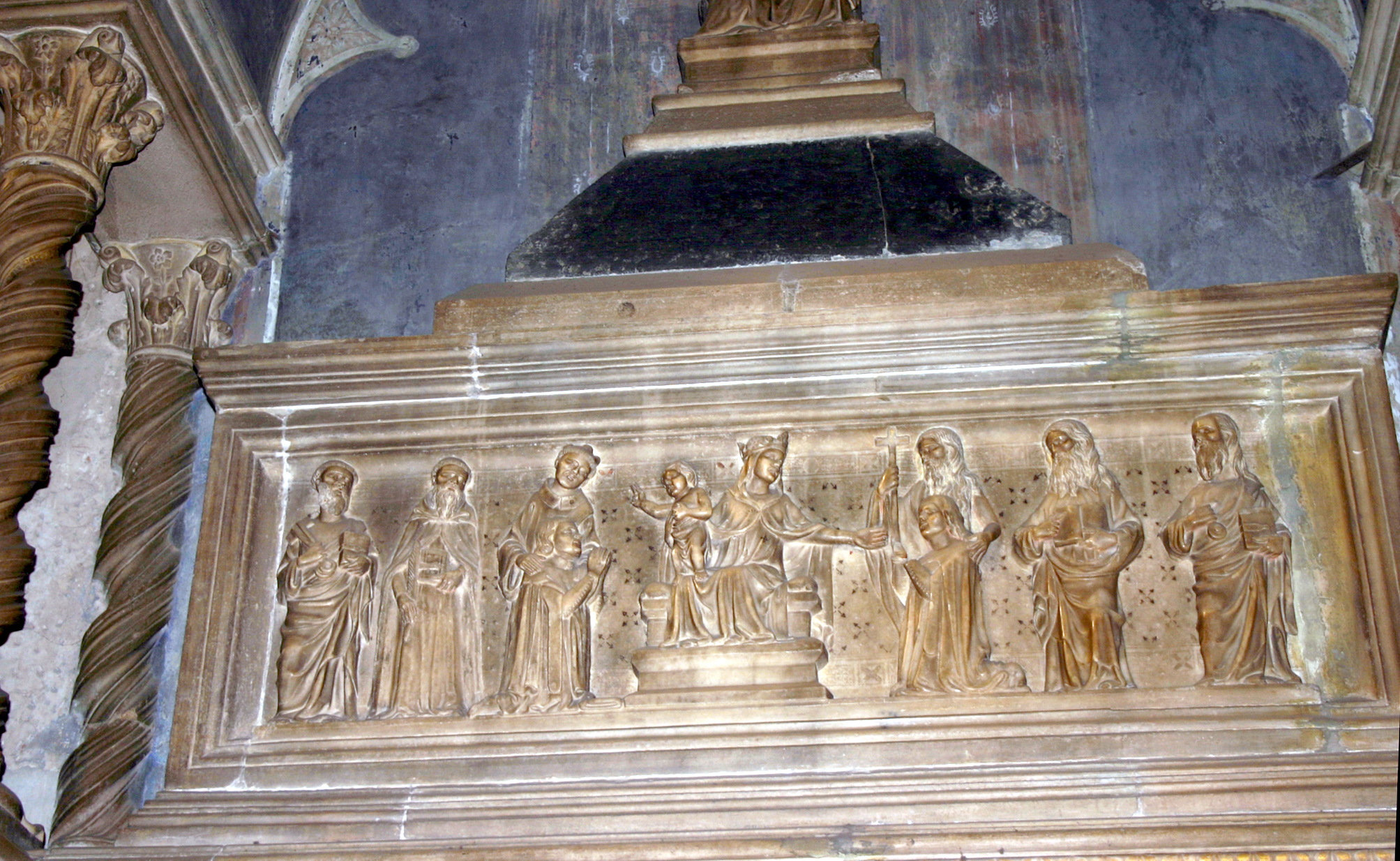
Гробница Стефана Висконти.
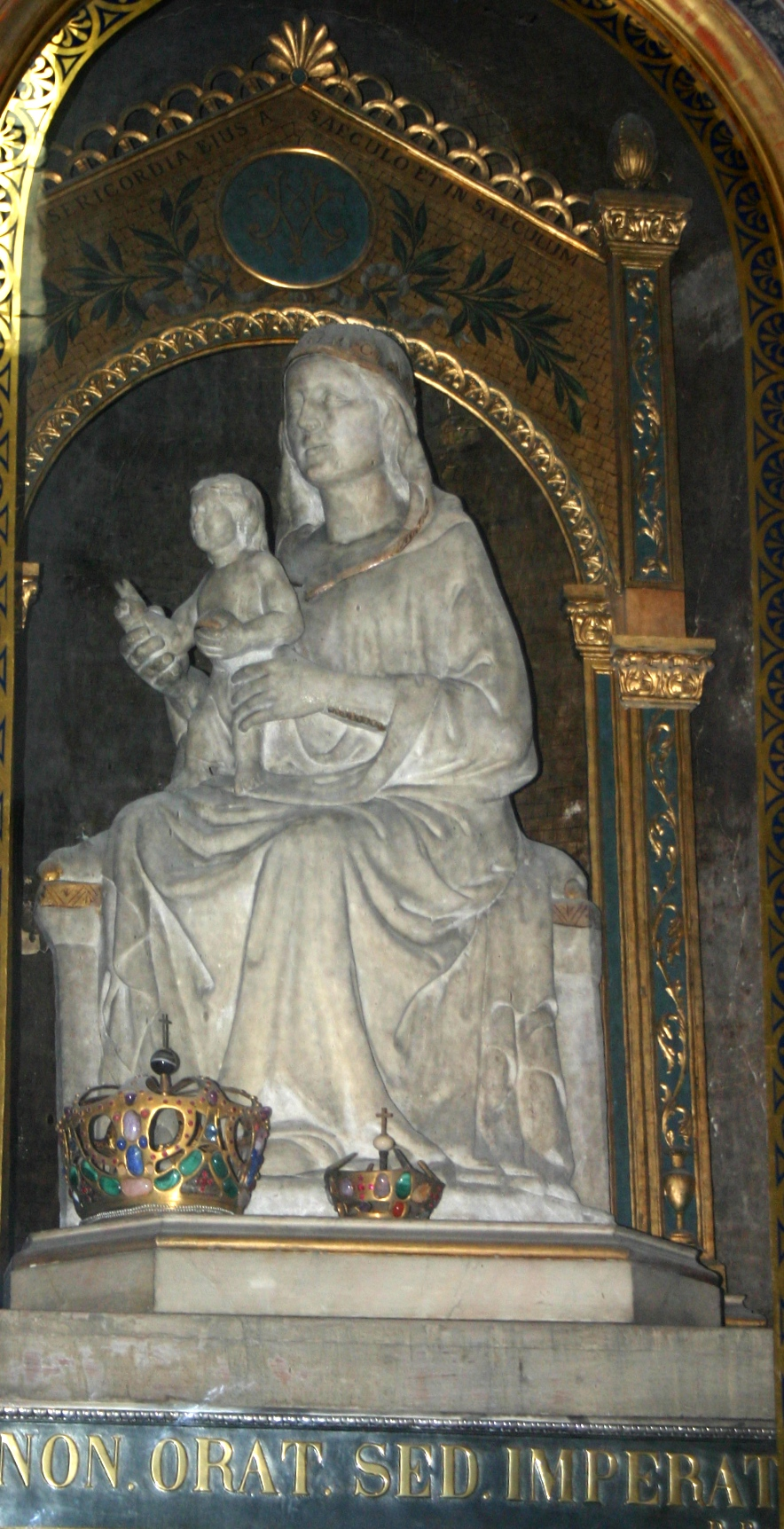
Скульптура Madonna della Misericordia

Специалисты предполагают, что автором проекта замка Висконти в Павии мог быть зодчий Бонино да Кампионе.